# Rovarok
A rovarok (Insecta) az ízeltlábúak (Arthropoda) törzsének, a hatlábúak (Hexapoda) altörzsének egy osztálya.
Ez az osztály az állatvilág legnépesebb osztálya, az ismert állatfajoknak több mint a fele, több mint egymillió faj tartozik ide. Mivel napjainkban is folyamatosan ismernek meg és írnak le új fajokat, számuk még jelentősen gyarapodhat: a rovarfajok számát egyesek hárommillióra becsülik, mások harmincmilliót sem tartanak lehetetlennek. A jelenlegi kihalási esemény számos rovarfajt veszélyeztet. Egy 2017-ben publikált tanulmány szerint az utóbbi 25 év alatt Németországból eltűnt a repülő rovarok 75 százaléka, és valószínűleg máshol is hasonló a tendencia.
Testük szelvényezett, az egyes szelvények pedig más-más funkciót látnak el. Embriójuk a petében fejlődik, ahonnan a fejlődés későbbi szakaszában lárvaként bújik elő. A lárva stádium több vedlésen át tarthat, míg a fejlett szárnyas rovarok (Endopterygota) lárvái bebábozódnak, végül pedig a bábból kifejlett rovarként (imágó) bújnak elő.
Földünkön jelenleg a legnagyobb méretű rovar az óriás botsáska (Phobaeticus chani), míg a legsúlyosabb a Deinacrida heteracantha nevű óriás weta szöcske. A világ legkisebb rovarfaja a Dicopomorpha echmepterygis nevű parányfürkész faj.

## Nevük eredete
Tudományos nevük, az Insecta a latin insectum szó többes alakja: azt jelenti, hogy bevágottak. Azért kapták ezt a nevet, mert három nagy testtájukat befűződések választják el. A magyar rovar szó a nyelvújításkor keletkezett a rovátkolt barom kifejezésből, amely a szintén rovar jelentésű (régies) német Kerbtier megfelelője. A rovarokkal foglalkozó tudományt entomológiának nevezik. Ez a szintén "bevágottat" jelentő görög εντομον (entomon) szóból ered.

## A rovarok származása

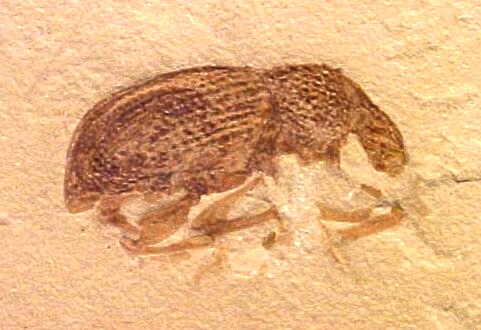
Ormányosbogár fosszília az eocénból (USA, Utah)

A rovarok népes és igen változatos csoportjának közös jellemzői:
1. tracheás légzőberendezés,
2. a test szelvényeinek összenövése (tagmatisatio),
3. az egyágú végtag (uniramia).
A rovarokhoz hasonló lények a középső devonban jelentek meg. Első maradványaik Skóciában, a Rhynia őslápból kerültek elő: ezek szárnyatlanok voltak, rövid járólábakkal és rövid csáppal, azaz inkább a mai ugróvillások (Collembola) rokonai lehettek. A felső karbonban már nagyon sok szárnyas rovar is élt, köztük az eddig megtalált legtermetesebb rovarok: Egyesek szárnyfesztávolsága 75 centiméternél is nagyobb volt. Feltételezik, hogy a permben még a mainál is több rovarfaj élhetett. A karbon időszakra számos, azóta kihalt rend mellett kialakultak már a kérészek (Ephemeroptera), az egyenesszárnyúak (Orthoptera), a csótányok (Blattoidea) és a fátyolkák (Rhaphidioidea). A szitakötők (Odonata), a vízifátyolkák (Megaloptera), a bogarak (Coleoptera), a portetvek (Psocoptera), az álkérészek (Plecoptera), a kabócák (Homoptera), a recésszárnyúak (Neuroptera), a skorpiófátyolkák (Mecoptera) és a kétszárnyúak (Diptera) közös őseinek tekinthető rovarok, a Protodiptera rend első maradványai a perm korú kőzetekből kerültek elő.
A paleozoikum végi nagy kihalásban kipusztult az ősi típusú rovarok túlnyomó többsége, ezért az alsó perm rovarfaunája jobban különbözik a triászétól, mint a triász rovaregyüttese a maitól. A triászban élt rovarrendek ma is megvannak; sokféleségük jelentősen nőtt a jurában, amikor számos, ma is élő rovarcsalád alakult ki. A harmadidőszaki borostyánkövekben már megtalálhatóak a jelenleg élő rovarnemek, képviselőik között több recens (ma élő) fajjal is.
A rovarokat két csoportra osztjuk:
- Az ősibb Archeognathák rágóján egy ízesülő bütyök van; ezeket a Monocondylea alosztályba soroljuk.
- A többi rovarnál másodlagosan még egy ízesülő bütyök jön létre. Ezek a Dycondileák. Ez a kétbütykös ízesülés jól megfelel a comb és a lábszár kétbütykű kifejlődésének. A kétbütykűek lábfeje elsődlegesen 5 ízű (pentamer tarsus), de egyesek fajoknál ezek az ízek redukálódtak.

## Elterjedésük
A rovarokat a Föld szinte minden biotópjában megtaláljuk; többségük főleg a szárazföldeken él, a világtengerekben jóval kevesebb fajuk ismert. Európából mintegy százezer fajuk ismert; ezek közül Magyarországon mintegy 27 ezret mutattak ki.

## Testfelépítésük

Rovarok felépítése
A – fej (caput) B – tor (thorax) C – potroh (abdomen)
1. csáp (antenna)
2. ocellusok (alsók)
3. ocellusok (felsők)
4. összetett szem
5. agy (cerebralis ganglion)
6. előtor (prothorax)
7. dorsalis artéria
8. tracheák (spirákulummal)
9. középtor (mesothorax)
10. utótor (metathorax)
11. első szárny
12. hátsó szárny
13. középbél (gyomor)
14. szív (cor)
15. petefészek (ovarium)
16. utóbél (vékony- és/vagy vastagbél, végbél és végbélnyílás)
17. végbélnyílás (anus)
18. vagina
19. hasdúclánc (abdominalis ganglionok)
20. Malpighi-edények
21. 5. lábfejíz
22. karmok
23. lábfejízek (tarsus)
24. lábszár (tibia)
25. comb (femur)
26. tompor (trochanter)
27. előbél (begy, előgyomor)
28. tordúc (thoracicus ganglion)
29. csípő (coxa)
30. nyálmirigy
31. garat alatti dúc (subesophagalis ganglion)
32. száj (os)

Bőrük hámrétege az epidermisz, amely mindössze egyetlen sejtrétegből áll. Sejtjeinek többsége úgynevezett fedőhámsejt. Az ezek között helyet foglaló, egyéb típusú sejtek közül a leggyakoribbak a szőrképző sejtek és a mirigysejtek. Az epidermiszen kívül található külső burok a kutikula. Ez sok rovarfajnál — kiemelten a bogaraknál (Coleoptera) kemény páncéllá vastagodik, más estekben mint például a lepkék hernyóin) lágy és hajlékony. A kemény külső burok az állat külső váza. A hernyó alapvetően lágy kutikuláját a testüregben felhalmozódó és a testfal bőrizomtömlőjének feszülő vérnyirok (hemolimfa) tartja feszesen.
Heteronóm módon szelvényezett állatok. A kifejlett rovar (imágó) teste három nagy testtájra (szelvénycsoportra) tagolódik. Ezek:
- fej (caput),
- tor (thorax) és
- potroh (abdomen).

A három fő testtáj élesen elválik egymástól; a fejet és a tort egyes fajoknál rövid nyak, a tort és a potrohot ugyancsak rövid derék kötheti össze.

### Fej
A fej 6 embrionális szelvényből forrt össze; a szelvények kitintokká egyesültek. Az első szelvényen van a felső ajak (labrum), a másodikon a páros csáp (antenna), a harmadik függelékei hiányoznak, a negyediken a páros rágó (mandibula), az ötödiken a páros állkapocs (maxilla) és a páratlan alsó ajak (labium) szerveződik. E szelvényeken helyezkednek el a szemek is.
A fej két oldalán rendszerint egy-egy összetett szemet (oculi compositi), míg a fejtetőn három pontszemet (oculi simpliciti) találunk. Ezek a pontszemek képet nem tudnak visszaadni, csak a világosság és a sötétség, a fény és az árnyék érzékelésére szolgálnak.
Egyes fajoknak nincsenek pontszemei, a barlangi rovaroknak az összetett szemük is hiányozhat. Az összetett szemek lencsékből (ommatidium) állnak.

#### Érzékszervek
Az érzékszervek többsége a fejen csoportosul, de vannak érzékelők a lábakon is.
A páros csáp a rovarok (tapintó-) és (szagló)szerve – sok, változatos formájú, a gázok kémiai elemzésére alkalmas kemoreceptorral, továbbá a levegő mozgását és hőmérsékletét érzékelő szervekkel. Egyes csoportoknál a 2. ízen található a Johnston-féle szerv, a rovarok hallószerve. A változatos csápokon az ízek száma, alakja és mérete is fontos határozó bélyeg.
A fej függelékeihez (állkapocs és alsó ajak) járuló tapogatókban igen sok a tapintó érzékelő receptor (palpi labiales, palpi maxillares). Ezek segítenek a táplálék kiválasztásánál.

#### Szájszerv
A száj (os) többnyire a fej hasi oldalán helyezkedik el (hypognath), de ragadozónál lehet végálló is (prognath).
A szájszerv legősibb formája a rágó típus (ilyen például a csótányoké). Ezen kívül van szúró-szívó (például a poloskáké), szívó (mint a lepkéké), és nyaló száj (így a méheké).
A szájszerv részei (általános esetben):
- felső ajak (labrum),
- egy pár rágó (mandibula),
- egy pár állkapocs  és
- két rész összenövéséből származó alsó ajak (labium).

A szájszervek közül gyakran külön tapogatók erednek; ezek a táplálék felfedezésében és ízlelésében játszanak szerepet.
A rovaroknak semminemű belső szájszervük nincs.

### Tor
A tor 3 szelvényből áll, mindegyiken egy-egy pár ízelt lábbal. A szárnyas rovarok alosztályában) a hátulsó kettőn egy-egy pár szárny is nő, egyes rendszertani csoportokban, így például a hangyáknál és a bolháknál ezek redukálódhattak.
A szelvények önmagukban nem egységes gyűrűk, hanem egy háti (tergit), egy hasi (sternit) és két oldalsó lemezből (pleurit) állnak.
A három torszelvényt előtornak vagy nyakpajzsnak (prothorax, pronotum), középtornak (mesothorax), illetve utótornak (metathorax) nevezzük. A középtor időnként összenő az előtorral és többnyire az utótorral. A nyakpajzs mögött gyakran egy háromszög alakú lemez fejlődik ki: ez az utóhát (scutellum) különösen a poloskákra jellemző.

#### Lábak
A rovaroknak 3 pár lábuk van, ezek változatos formájúak, de azonos ízekből tevődnek össze.
A lábak típusai:
- futó,
- úszó,
- ugró.

A lábak részei (a testtől távolodva):
- lábtő (coxa),
- tompor (trochanter),
- comb (femur),
- lábszár (tibia),
- láb (tarsus), és ezen nőnek az
- ujjak (dactylus).

Az ujjak száma 1–5; az utolsón két karom nő.
A lábak érzékelő szervei apró sörték és szőrök, amik elsősorban a légmozgás, az illatok és ízek fölfogására szolgálnak. A tücskök hangérzékelő szerve az első lábpár lábszárának fölső szegélyében, a térd alatt van.

#### Szárnyak
A közép- és az utótor hátán általában 1-1 pár szárny (ptera, ala) helyezkedik el. A szárny a kültakaró kitüremkedése, amit az erezet feszít ki. A kisebb erek üreg nélküliek, a főerek üregében vérnyirok kering. Az egyes, erekkel közrefogott szárnymezők a szárnysejtek. Az erek hálózata (nervatura) és a szárnysejtek alakja is fontos határozó bélyeg. Az ősi típusok érhálózata igen sűrű, más fajok szárnyait csak pár hosszanti és egy-két harántér tagolja. A legtöbb rovarnak két pár szárnya van, a legjellemzőbb kivételek a kétszárnyúak (Diptera) csak egy pár szárnnyal. A rovarok lehetnek elsődlegesen vagy másodlagosan szárnyatlanok – előbbiek közé tartoznak az ugró ősrovarok, utóbbiakhoz például a tetvek, bolhák és más élősködők. A bogarak elülső szárnypárja jelentősen módosult: ez a kemény, páncélszerű szárnyfedél nyugalmi helyzetben beborítja a repülésre szolgáló hátsó szárnyakat, sőt, az egész potrohot is.
Teljesen kifejlett szárnyai csak a teljesen kifejlett, ivarérett rovarnak vannak.

### Potroh
A potroh (abdomen) 12 embrionális (többé-kevésbé egyforma) szelvényből épül fel, azonban a kifejlett példányon többnyire csak 10–11 szelvény ismerhető fel. A háti-, hasi- és oldallemezeket rugalmas interszegmentális hártya köti össze. Lepkéknél a potroh végénél elhelyezkedő hasi interszegmentális hártyákon találjuk a szexferomon-mirigysejteket. A légcsövek (stigmák) rendszerint a potroh két oldalán nyílnak. Az ősibb fajoknál (Archeognatha) egyes potrohszelvényeken lábcsonkokat találunk. A potroh végén végtag eredetű farcsuta (stylus) vagy fartoldalék (cercus) lehet. A párzást elősegítő képletek, különféle ivarfüggelékek szintén a potroh végén helyezkednek el. E képletek vizsgálata a fajok elkülönítésében játszik fontos szerepet. A nőstények potrohvégén tojócső vagy áltojócső található. A méhek és a redősszárnyú darazsak tojócsöve fullánkká módosult. Gyakori, hogy a tojócsöveken kontakt érzékelők vannak, amelyek tojásrakáskor segítenek a megfelelő gazdanövény/gazdaállat kiválasztásában.
A kifejlett rovarok potrohából soha nem nő láb.

## Külső váz
A rovarok testét a többi ízeltlábúéhoz hasonlóan kitinből álló kutikula (külső váz) borítja. Mivel a kutikula nem tágulékony, ezért a növekedő rovar rendszeresen megszabadul tőle (vedlik).

## Belső szervek
A rovarok véredényrendszere meglehetősen csökevényes, keringése nyílt (keveredik benne a vér és a nyirok). Ezt a testfolyadékot (hemolimfa), ami csak tápanyagokat szállít, egy csőszív keringeti. A légcserében részt vevő gázok egy speciális légcső- (trachea-)rendszerben közlekednek.
Emésztőrendszerük a szájnyílástól a végbélnyílásig tart. Részei:
- előbél:
  - garat,
  - nyelőcső,
  - begy,
  - előgyomor vagy rágógyomor;
- középbél:
  - gyomor;
- utóbél:
  - vékonybél,
  - végbél.

Kiválasztó szerveik a tápcsatornából módosult, a közép- és utóbél határán található Malpighi-edények.
Idegrendszerük dúcidegrendszer, amely három feji dúcból és egy hasdúcláncból áll. A szelvényenként 1-1 pár idegdúcot konnektívumok kapcsolják össze.
A rovarok rendszerint váltivarúak; ivarszerveik a potrohukban találhatók. Ivari dimorfizmus előfordulhat, erre jó példa a szarvasbogár vagy a házi méh (Apis mellifera).

## Az imágó anatómiája

### Idegrendszer
Az Insecta osztályra jellemző a jól fejlett idegrendszer, ezért a rovarok igen sokféle ingert képesek érzékelni a környezetből, és rendkívül gyorsan tudnak reagálni azokra.
A központi idegrendszer agyra és hasdúcláncra tagolódik. Az agy 3 idegdúcpárból alakult ki. Az első fejszelvény összenőtt dúcaiból származik az előagy (protocerebrum). Itt van a látás központja (lobus opticus), valamint az érző, asszociatív és mozgató központ funkciójú gombatest (corpora pedunculatum).
Az előagy elülső-középső-felső részében elhelyezkedő pars intercerebralis részen találhatók az agyi neuroszekréciós sejtek, amelyek a neurohormonok termelésének legfőbb helyei.
A középagy (deuterocerebrum) a mechano- és kemoreceptorok ingerületeit dolgozza fel, de a csápok mozgató idegei is innen indulnak ki.
A testben, annak hasi oldalán szelvényenként 1-1 pár idegdúc helyezkedik el.
Az utóagyból 2 hosszanti idegtörzs indul, közrefogva a garatot, kialakítva a garat körüli ideggyűrűt (circumoesophagealis connectivum). A hasdúcláncot alkotó első dúc, a garat alatti dúcpár egyesülésével jött létre. Funkciói közül a szájszervek működésének szabályozását említhetjük meg. Innen indulnak a hasdúclánc konnektívumai; a lábak és szárnyak működését irányítják. A potrohi dúcok szintén összenőhetnek.
Gyakori, hogy az utolsó három pár dúc anális agyat képezve fuzionál, amely a potroh vegetatív központjaként a végbéltájékot és az ivarszerveket idegzi be. Az ingerületvezetés nagyon hasonló a gerincesekéhez.

### Neuroendokrin rendszer
A protocerebrumban találhatók az agyi neuroszekréciós sejtek. Ezek igen sokféle neurohormont termelnek. A neurohormonok oligopeptidek, amelyek a termeléskor még inaktív, polimer jellegű polipeptidek. Endopeptidázok vágják fel őket aktív hormonra. A neuroszekréciós sejtek váladéka páros corpus cardiaca-ba kerül amely neurohemális raktározószerv.
A legjelentősebb polipeptidek:
1. Protoracikotropin (PPTH): előtori mirigyet ekdizontermelésre serkenti
2. allatotropin és allatosztatin hormonpáros: a corpora allata-t serkenti/gátolja a juvenilhormon (JH) bioszintézisére
3. A JH-észteráz indukáló faktor: a JH katabolizmusában szerepet játszó JH-észterázok szintézisét serkenti
4. Eclosion hormon: bábing elhagyást segítő mozgásokat váltja ki
5. Diapauza hormon: a tojás állapotban való diapauzát szabályozza
6. Szexferomono-tropikus hormon: a szexferomon termelést szabályozza.

Ekdizon: az előtori (protorakális) mirigy hormonja, amely a posztembrionális fejlődés alatt a vedlést szervezi.

### Kültakaró

A rovarok kutikulája
A- kutikula és hypodermis B- Epikutikula részlete
1a. cement
1b. viasz
1c. külső epikutikula
1d. belső epikutikula
2. exokutikula
3. endokutikula
2+3: prokutikula
4. hypodermis
5. bazális membrán
6. hypodermis sejt (hengerhám)
7. mirigysejt
8. trichogén sejt (szőrképző)
9. tormogén sejt
10. idegvégződés
11. érzékszőr
12. szőr
13. mirigy kivezető nyílás

A kültakaró (integumentum commune) a bőr és a külső váz (exoskeleton) funkcióját is betölti. Aktív része az egyrétegű hengerhámsejtekből álló hipodermisz hypodermis, amely a sejtnélküli kutikulát termeli. A hypodermis alatt található a bazális membrán. A testfelületen kívül kutikula borítja az előbél, az utóbél, a ák, a nagyobb mirigyek kivezető csöveinek és az ivarvezeték egyes szakaszainak belső felületét. A kutikula három fő rétege:
1. az epikutikula rendkívül ellenálló kutikulin lemezből, cementrétegből és viaszrétegből áll;
2. a rostos szerkezetű exokutikula és
3. az előzőnél lazább szerkezetű endokutikula, amelynek két alrétege a rostos szerkezetű mezokutikula és az amorf szubkutikula.

A hipodermiszben található speciális sejtek:
1. az ínsejtek (tonocyta) az izmok és a kutikula kapcsolatát biztosítják,
2. a szőrképző sejtek (trichogén sejtek) érzékszőröket termelnek,
3. a tormogén sejtek az érzékszőrök környezetének kialakításában játszanak szerepet,
4. a dermális mirigysejtek a cementréteget alakítják ki,
5. az önociták lipideket szintetizálnak, és ezekből áll össze a viaszréteg.

A kutikula 20–50%-a a kémiai igénybevételnek rendkívül ellenálló kitin, ami olyan polimerizált amino-poliszacharid, amely 5000–10 000 N-acetil-glükózamin egységből épül fel. További alkotórészei: a struktúrfehérjék, a katekolaminok, a lipidek és a színanyagok. A kitinmolekulában nincsenek elágazások, és az egyes molekulák intramolekuláris H-kötésekkel mikrofibrillumokba rendeződnek. Az eltérően festődő exo- és mezokutikula réteges szerkezetű. Az egyes rétegek rostjai kissé eltérő irányba futnak, amitől a kutikula rendkívül szívós és a különböző mechanikai igénybevételeknek ellenálló lesz. Tágulni azonban csak korlátozottan képes, ezért a gyorsan növő lárváknak azt időről időre le kell vedleniük.

### Izomrendszer
Sima és harántcsíkolt izmokat találunk, amelyek nyalábjait általában az ínsejtek rögzítik a külső vázhoz. Az izomműködés élettana igen hasonló a gerincesekéhez. Az izomműködés során létrejövő hőmennyiség szerepet játszik a rovarok hőszabályozásában.

### Légzőszervek
A rovarok légzőberendezése légcsőrendszer (tracheák). A tracheák a légzőnyílásokból (stigmák) indulnak, majd a testben gazdagon elágazva minden szervet behálóznak. A légcsövek falát belülről kutikula borítja és a spirális léc erősíti. Ez biztosítja a csövek alaktartását.
A légzőnyílásnál lévő szőrök, serték, szűrő és zárszerkezet együttesen gátolják meg a szennyeződés és a víz bejutását. A tracheák légzsákokká szélesednek.
A levegő mozgását a csövekben az izmok összehúzódása (kilégzés) és elernyedése (belégzés) biztosítja. A kis testméret igen hatékony gázcserét tesz lehetővé. A légcsövek egyre vékonyabb ágai (tracheola) behálózzák az egész testet és a terminális sejtekben, ahol a tényleges gázcsere történik – vakon végződnek. Tehát a légzési gázokat a rovarok esetében nem a testfolyadék (itt: vérnyirok) alakos elemei szállítják.
A vízben élő rovarok egy része a felszínre emelkedik légzéskor, más részük a test mikroszőrzetén vagy a szárnyfedő alatt (csíborok) a felszínről visz le magának levegőt. Mások vízi növények levegőtároló alapszövetéből (aerenchima) nyernek oxigént.
Tracheakopoltyú elsősorban vízi lárváknál látható. Ezek a tor vagy a potroh nyúlványai, amelyek felületén történik a gázcsere. A szitakötő lárváknak végbéli helyzetű tracheakopoltyúja van.

### Keringési rendszer és testüreg
A folyadéktér egységes, nem tagozódik extracelluláris és „vér” térrészre, tehát a rovarok keringése nyílt. A nyílt rendszerben vérnyirok (haemolympha) kering. A keringés fenntartója, központi szerve a szívcső, amely a potroh hátoldalán futva a toron át az ún. aortán keresztül a fejtokba nyílik.
A szívcsövet legyezőizmok mozgatják. Összehúzódásuk tágítja a szívcső üregét, megnyitva a kamrák nyílásait (ostium). Ilyenkor a keletkező szívó hatásra a potrohi vérnyirok a szívcsőbe áramlik. A szívcső saját izomzatának összehúzódása zárja a kamrai nyílásokat és a vérnyirkot a fejtok felé pumpálja. A vérnyirok innen „passzív” módon áramlik a torba és potrohba. A vér alakos elemeinek egyike sem alkalmas légzési gázok szállítására (lásd: Légzőszervek).

### Emésztőszervek
Az emésztőcsatorna a szájnyílástól a végbélnyílásig tart. Első szakasza a szájnyílással kezdődő előbél, amely a szájüregbe nyílik. Ide torkollanak a nyálmirigyek kivezetőcsövei. A rágó mirigye (glandula mandibularis) nyál termelésén kívül feromont is termelhet (pl. méhkirálynő). Az állkapocs mirigye (gl. maxillaris) gyakran méregmiriggyé módosult. Az alsó ajak mirigye (gl. labialis) csaknem minden rovarnál megtalálható. Ez termeli az emésztő enzimeket (amiláz, lipázok, proteázok). Gubót képző fajoknál a selyem termelését szintén a gl. labialis szerv végzi.
A szájüregből nyílik a garat, amely a nyelőcsőben majd a begyben (ingluvies) folytatódik. A begyben nincs emésztőnedv termelés, azonban a nyál emésztőenzimei miatt előemésztés itt is folyik. Az előbél utolsó tagja, ha van, a rágógyomor (proventriculus). A rágógyomor belső felületén fogak, redők találhatók, amelyek a táplálék darabolásában játszanak szerepet. A táplálék a rágógyomorból visszajuthat a begybe.
A középbél (mesenteron) termeli az emésztő enzimeket (mirigysejtek) és a felszívás helyszíne (microvilli). A rágógyomor és a középbél határán ered a vakbél (coecum), amelynek a középbélhez hasonló funkciói vannak. A proventriculus határától a legtöbb rovarban (folyékony táplálékot fogyasztók kivételével) egy henger alakú, főként kitinszálakból felépített hártya, a peritrofikus membrán húzódik végig. Ennek szűrő és az endodermális hámot védő funkciója ismert. A peritrofikus membrán folyamatosan képződik, a béltartalommal együtt halad és az ürülékkel együtt távozik.
Az utóbél a cellulózemésztés helye, így növényevőkben igen hosszú. A rovarok szimbionta baktériumok segítségével bontják a cellulózt. A közép- és utóbél határán nyílnak a Malpighi-edények.
A bélcsatorna utolsó része a végbél (rectum). A víz és bizonyos ionok visszaszívása itt történik, amelyet gyakran a bélüregbe nyomuló kiegyénült szerv, a rektális szemölcs végez.
Itt kell megemlíteni a zsírtesteket (corpus adiposum) is, amelyek a rovarok szervezetében az intermedier anyagcsere központjai. Lebenyek, szalagok formájában szinte az egész testet betölthetik. A zsírtestek legjellemzőbb sejttípusa lipideket, glikogént és fehérjéket szintetizál és raktároz, szükség esetén mobilizál.

### Kiválasztószervek
A kiválasztást a Malpighi-edények végzik. Az edények száma 4-200 között változik. A katicabogaraknál csak egy párat, a házi méhnél 100-at, néhány egyenesszárnyúnál akár 200-at is találunk. A Malpighi-edények alapi részükön intenzív pinocitózissal (speciális fagocitózis) veszik fel a speciálisan módosult alaphártyán átszűrődő vérnyirok sejtektől és makromolekuláktól mentes frakcióját.
Az így felvett vezikulumok (hólyagok) ezután a sejtek apikális része felé mozognak és ott exocitózissal ürítik ki váladékukat az edények üregébe (elsődleges szűrlet). A Malpighi-edények proximális sejtjei szerves anyagokat és ionokat még visszaszívnak. A szekunder szűrlet az utóbélbe kerül, ahol a rektális szemölcs végzi el a további visszaszívási folyamatokat.

### Ivarszervek
A hím- és a női ivarszerv is páros, kétoldali.
A hím ivarszerv részei:
- here,
- ondócsatorna,
- ondóvezeték,
- külső szaporodószerv (egy)

A női ivarszerv részei:
- petefészek,
- petevezető,
- hüvely (egy),
- ondózacskó (egy),
- párzótáska (egy).

## Egyedfejlődésük

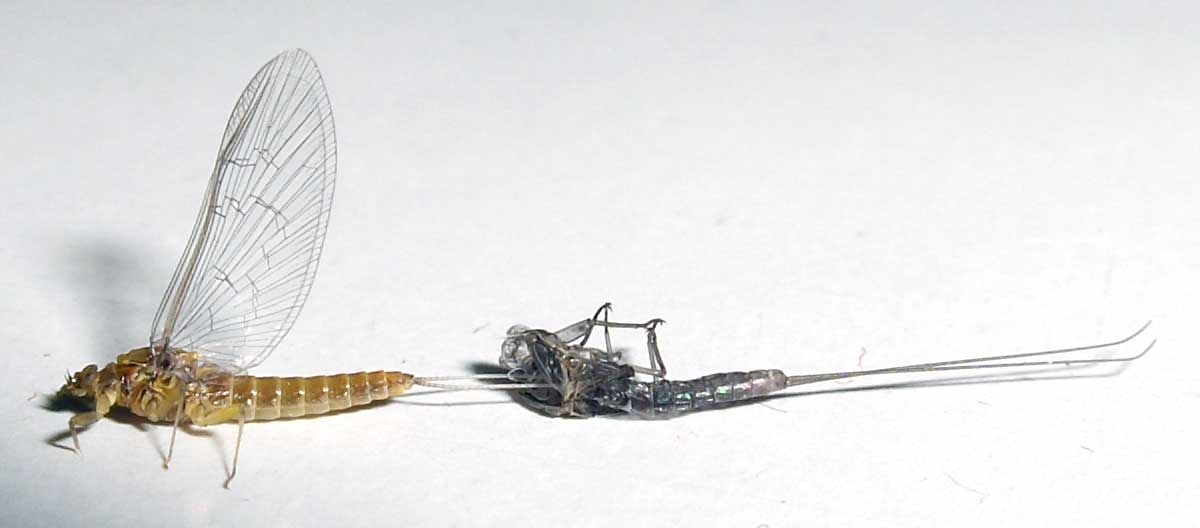
Teleszkópszemű kérész imágója és a levetett rovarálcája

A legtöbb rovar metamorfózissal fejlődik, tehát a petéből kikelő lárva lényegesen különbözik az ivarérett imágó alaktól. Külső vázas lények lévén ahogy nőnek, időről időre kinövik ezt a vázat. Ilyenkor megszabadulnak a régitől, és új vázat öltenek (amely eleinte még „lötyögős”, nagy rájuk). A régi kültakaró újjal felváltása a vedlés — ez egyaránt jellemző a teljes átalakulással (holometabolikusan) és a tökéletlen átalakulással (hemimetabolikusan) fejlődő fajokra és az állatvilág több más nagy csoportjára, mint például a kétéltűekre és a hüllőkre.

### Embrió stádium
Lárváikat három fő típusba soroljuk:
1. Az elsődleges lárvák (primer lárvák) testszelvényeinek száma megegyezik a felnőtt állatéval (imágóéval), amelyre külsejük és életmódjuk is hasonlít. A felnőtt méretet fokozatosan, külön fejlődő, szelvényszerző szakaszok beiktatása nélkül érik el — ez a folyamat a kifejlés (epimorfózis). Jellemzően így fejlődnek az egyenesszárnyúak és a félfedelesszárnyúak fajai.
2. A másodlagos lárvák (secunder lárvák) testszelvényeinek száma ugyancsak egyezik a felnőtt állatéval (imágóéval), amelyre nagyjából hasonlítanak is, ám eltérő élőhelyük és részben  életmódjuk miatt  több ideiglenes, úgynevezett lárvaszervük van. Mivel az ilyen lárvák jellemzően vízben élnek, a legszembetűnőbb különbség, hogy ezeknek van kopoltyújuk, viszont a felnőtt egyedekre jellemző szárnyaik csak fokozatosan fejlődnek ki. Ez a folyamat a tökéletlen átalakulás (hemimorfózis); a lárva és az imágó közti átmeneti alakok (a lárvák fejlődésének végső stádiumai) a nimfák. Így fejlődnek például a szitakötők, kérészek és álkérészek. 
3. A harmadlagos lárvák (tercier lárvák) egyáltalán nem hasonlítanak imágóikhoz; szervezetük zömmel lárvaszervekből épül fel. Lárvaként leginkább csak nőnek, majd a megfelelő méret, illetve kor elérése után egy nyugalmi (báb) állapotban, úgynevezett teljes átalakulással (holometabolizmussal) változnak át felnőtt alakjukba. A fejlett szárnyas rovarok (Endopterygota) rendjeire, mint a fajgazdag bogarakra és lepkékre a teljes átalakulás jellemző, ahol a sorrend: pete, lárva (átalakuláshoz szükséges táplálék felhalmozása), báb (= pupa; átalakulás felnőtt egyeddé), kifejlett egyed (= imágó).
Az egyedfejlődés tipikus kísérő jelensége a sorozatos vedlés. A vedlés nemcsak méretbeli növekedéssel, hanem anatómiai változásokkal is járhat.

### Lárva stádiumok

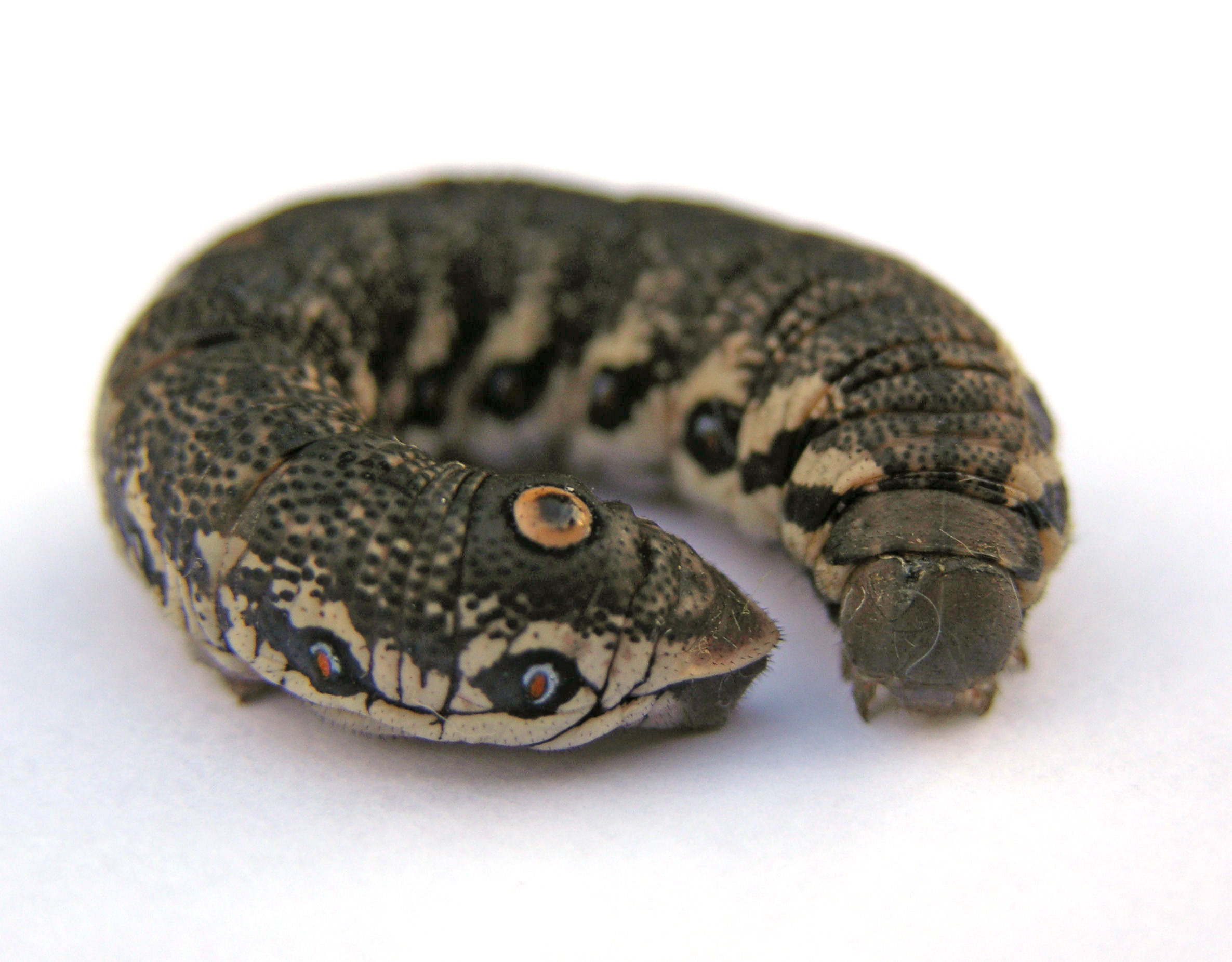
A Proserpinus proserpina hernyója, egy lárvaalak

A holometabolikusan fejlődő rovarok lárváiból a kifejlett alakra (az imágóra) egyáltalán nem hasonlító és változatos neveken (hernyó, pajor, kukac stb.) emlegetett lárva bújik elő. Ez szakaszosan fejlődik: amikor már nem fér el régi bőrében, levedli azt. A vedlések száma fajonként különböző; egyes esetekben külső körülményektől is függhet. Az utolsó lárva stádium után a hernyó bebábozódik, és a vastag bábburok védelmében alakul át imágó alakjába.
Egyes fajoknál az utolsó állapotú lárvákon már megfigyelhetők az majdani imágók egyes testi jellegzetességei: ez a köztes állapot a nimfa.

### Báb stádium
Bábtípusok:
- szabadbáb (pupa libera), pl. darazsak
- tonnabáb (pupa coarctata), pl. légy
- múmiabáb vagy fedett báb (pupa obtecta), pl. lepkék

## Rendszerezés
Az osztályba az alábbi alosztályok tartoznak.
- szárnyatlan rovarok (Apterygota)
  - ugró ősrovarok (Archaeognatha)
  - pikkelykék (Zygentoma)
- szárnyas rovarok (Pterygota)
  - újszárnyúak (Neoptera)

A rovarok filogenetikus családfája. (N.N. = Nincs Név, vagyis ismeretlen közös ős)
```
----
Rovarok
 
(Insecta)

    |--
ugró ősrovarok
 
(Archaeognatha)

    '--
kétbütykösek
 
(Dicondylia)

       |--
pikkelykék
 
(Zygentoma)

       '--
szárnyas rovarok
 
(Pterygota)

          |--
kérészek
 
(Ephemeroptera)

          '--
Metapterygota

             |--
szitakötők
 
(Odonata)

             '--
újszárnyúak
 
(Neoptera)

                |--
Paurometabola

                |  |--N.N.
                |  |  |--
álkérészek
 
(Plecoptera)

                |  |  '--
szövőlábúak
 
(Embioptera)

                |  |  
                |  '--
Orthopteromorpha

                |     |--
Blattoptiformia

                |     |  |--
gleccsersáskák
 
(Grylloblattodea)
 vagy 
(Notoptera)

                |     |  '--N.N.
                |     |     |--
fülbemászók
 
(Dermaptera)

                |     |     '--
Blattopteroida

                |     |        |--
fogólábúak
 
(Mantodea)

                |     |        '--
csótányok
 
(Blattodea)

                |     |           '--
termeszek
 
(Isoptera)

                |     '--
egyenesszárnyúak
 
(Orthoptera)
 vagy 
(Orthopteroida)

                |        |--
tojócsövesek
 
(Ensifera)

                |        '--
Caeliferoida

                |           |--
tojókampósok
 
(Caelifera)

                |           '--N.N.
                |              |--
Mantophasmatodea

                |              '--
botsáskák
 
(Phasmatodea)

                |     
                '--
Eumetabola

                   |--
egyszerűsödött szárnyas rovarok
 
(Paraneoptera)

                   |  |--
pillásszárnyú tetvek
 
(Zoraptera)

                   |  '--
Acercaria

                   |     |--
Psocodea

                   |     |  |--
fürgetetvek
 
(Psocoptera)

                   |     |  '--
tetvek
 
(Phthiraptera)

                   |     '--
Condylognatha

                   |        |--
rojtosszárnyúak
 
(Thysanoptera)

                   |        '--
félfedelesszárnyúak
 
(Hemiptera)

                   '--
fejlett szárnyas rovarok
 
(Endopterygota
 vagy 
Holometabola)

                      |--N.N.
                      |  |--
fátyolkák
 
(Neuropterida)

                      |  |  |--
tevenyakú fátyolkák
 
(Raphidioptera)

                      |  |  '--N.N.
                      |  |     |--
recésszárnyú fátyolkák
 
(Megaloptera)

                      |  |     '--
nagyszárnyú fátyolkák
 
(Neuroptera)

                      |  '--
Coleopteroida

                      |     |--
bogarak
 
(Coleoptera)

                      |     '--
legyezőszárnyúak
 
(Strepsiptera)

                      '--N.N.
                         |--
hártyásszárnyúak
 
(Hymenoptera)

                         '--
Mecopteroida

                            |--
lepkealakúak
 
(Lepidopteroidea)
 vagy 
(Amphiesmenoptera)

                            |  |--
tegzesek
 
(Trichoptera)

                            |  '--
lepkék
 
(Lepidoptera)

                            '--
légyszerűek
 
(Dipteroidea)
 vagy 
(Antliophora)

                               |--
csőrösrovarok
 
(Mecoptera)

                               '--N.N.
                                  |--
kétszárnyúak
 
(Diptera)

                                  '--
bolhák
 
(Siphonaptera)
```